# Фрея (Клайпеда)
Спортивний клуб «Фрея» Клайпеда (лит. Sportklub Freya-Verein für Rasensport Memel) — колишній литовський футбольний клуб з Клайпеди, що існував у 1922—1945 роках.

## Досягнення
- А-ліга
  - Бронзовий призер (3): 1925, 1929, 1931.